# Josef Wagner (pallanuotista)
Josef Wagner (Vienna, 17 marzo 1886 – ...) è stato un pallanuotista austriaco.
Ha partecipato ai Giochi di Stoccolma 1912, classificandosi al quarto posto.